# Trigomphus carus
Trigomphus carus – gatunek ważki z rodziny gadziogłówkowatych (Gomphidae).